# Fire in the Sky
Fire in the Sky (bra: Fogo no Céu; prt: Ameaça Extraterrestre) é um filme americano de 1993, dos gêneros ficção científica, drama e suspense, dirigido por Robert Lieberman, com roteiro de Tracy Tormé baseado no livro The Walton Experience, de Travis Walton, publicado em 1978.

## Sinopse
No dia 5 de novembro de 1975, próximo a Snowflake, Arizona, um grupo de lenhadores, voltando do trabalho, depara-se com um forte clarão vindo do meio da mata. Um deles, Travis Walton, vai na direção do clarão para investigar, mas é empurrado para o chão por um feixe de energia, e acaba desaparecendo. Os colegas de trabalho de Travis fogem, exceto Mike que se arrepende de ter deixado o amigo lá, então ele volta ao local, mas Travis já havia sido abduzido. Então eles avisam a polícia que Travis foi sequestrado por um disco voador. Travis desaparece por cinco dias, quando ele reaparece nu em um posto de combustíveis, não se lembra do que aconteceu, mas aos poucos as lembranças da sua experiência vêm à tona. Os colegas de trabalho de Travis são injustamente acusados de assassinato. 

### Elenco
- D.B. Sweeney como Travis Walton
- Robert Patrick como Mike Rogers
- Craig Sheffer como Allan Dallis
- Peter Berg como David Whitlock
- Henry Thomas como Greg Hayes
- Bradley Gregg como Bobby Cogdill
- Noble Willingham como Xerife Blake Davis
- Kathleen Wilhoite como Katie Rogers
- Georgia Emelin como Dana Rogers
- Scott MacDonald como Dan Walton
- James Garner como Tenente Frank Watters

## Recepção
No agregador de críticas Rotten Tomatoes, na pontuação onde a equipe do site categoriza as opiniões da grande mídia e da mídia independente apenas como positivas ou negativas, tem um índice de aprovação de 45% calculado com base em 22 comentários dos críticos. Por comparação, com as mesmas opiniões sendo calculadas usando uma média aritmética ponderada, a nota alcançada é 5,1/10.